# Калабарсон
Калабарсон — адміністративний регіон на Філіппінах, позначається як Регіон IV-A, раніше відомий як Південно-тагальська область. До складу регіону входять п'ять провінцій: Кавіте, Лагуна, Батангас, Рісаль і Кесон, назви яких створюють абревіатуру КАЛАБАРСОН. Регіональним центром є місто Каламба в провінції Лагуна.
Калабарсон розташований на південь від Маніли в південно-західній частині острова Лусон. Займає перше місце за кількістю населення серед усіх регіонів Філіппін, маючи населення 14 414 774 осіб станом на 2015 рік, та друге місце за густотою заселення.
До 2002 року Калабарсон разом з регіоном Мімаропа утворювали Південно-тагальську область. В 2002 році вони були розділені на окремі регіони.

## Адміністративний поділ
Калабарсон складається з п'яти провінцій, одного високоурбанізованого міста, 18 міст та 4 011 баранґаїв.

### Провінції
| Провінція | Адміністративний центр                 | Населення (2015) | Площа        | Густота   | Міста | Муніц. | Баранґаї | Кoординати                                                    |
| --------- | -------------------------------------- | ---------------- | ------------ | --------- | ----- | ------ | -------- | ------------------------------------------------------------- |
| Батангас  | Батангас                               | 2 694 335        | 3 119,75 км2 | 860/км2   | 3     | 31     | 1 078    | 13°50′ пн. ш. 121°00′ сх. д. / 13.833° пн. ш. 121.000° сх. д. |
| Кавіте    | Імус (де-юре) Трес Мартірес (де-факто) | 3 678 301        | 1 574,17 км2 | 2 300/км2 | 7     | 16     | 829      | 14°16′ пн. ш. 120°52′ сх. д. / 14.267° пн. ш. 120.867° сх. д. |
| Лагуна    | Санта-Крус                             | 3 035 081        | 1 917,85 км2 | 1 600/км2 | 6     | 24     | 674      | 14°10′ пн. ш. 121°20′ сх. д. / 14.167° пн. ш. 121.333° сх. д. |
| Кесон     | Лусена                                 | 1 856 582        | 8 989,4 км2  | 210/км2   | 1     | 39     | 1 209    | 14°10′ пн. ш. 121°50′ сх. д. / 14.167° пн. ш. 121.833° сх. д. |
| Рісаль    | Антіполо                               | 2 884 227        | 1 191,94 км2 | 2 400/км2 | 1     | 13     | 188      | 14°40′ пн. ш. 121°15′ сх. д. / 14.667° пн. ш. 121.250° сх. д. |
| Лусена    | -                                      | 266 248          | 80,3 км2     | 3 300/км2 | -     | -      | 33       | 13°56′ пн. ш. 121°37′ сх. д. / 13.933° пн. ш. 121.617° сх. д. |
| Всього    | Всього                                 | 14 414 774       | 16 873,3 км2 | 850/км2   | 19    | 124    | 4 011    | 14°00′ пн. ш. 121°30′ сх. д. / 14.000° пн. ш. 121.500° сх. д. |
|           |                                        |                  |              |           |       |        |          |                                                               |

## Демографія
Калабарсон має населення 14,4 мільйона осіб, найбільша кількість серед усіх регіонів Філіппін. Середня тривалість життя чоловіків в регіоні становить 68,9 років, жінок — 75,2 років.
Переважна більшість жителів регіону тагальці, близько 5,8 мільйона осіб. Також значну частину жителів складають особи китайського та іспанського походження, відповідно через китайську імміграцію та іспанську колонізацію.